# サイード・ビジネス・スクール
オックスフォード大学サイード・ビジネス・スクール（SBS, Saïd Business School, University of Oxford）は、英国・オックスフォード大学のビジネススクール（経営大学院）である。オックスフォード大学における、経営学、経済学研究のための中心的機関となっており、MBA（経営学修士）プログラムの他、経済学の博士課程なども置かれる。“Educating Leaders 800 Years”というフレーズに代表されるように、数世紀に渡る世界的トップスクールであるオックスフォード大学の理念を継承し、Skoll Centre for Social Entrepreneurship (社会起業研究所)などを兼ね備え現代社会の諸問題解決に必要な実践的スキルを習得できる場所となっている。

## 概要
より良い平等な世界を構築するため、世界規模の課題に取り組むビジネスリーダーを育成することを存在意義とする。
MBAの国際学生比率は92%で、アフリカ12%、東アジア12%、東欧5%、ラテンアメリカ及びカリブ海5%、中東3%、北米25%、オセアニア5%、南アジア12%、東南アジア5%、西欧15%となっている。アフリカからの学生が12%であり、世界平均の2%と比較して大きく上回っている点、学生の47%が女性である点に特徴があり、世界で最も多様性と包摂性が確保された学校の１つとなっている。
オックスフォード大学の伝統を受け継ぎ、経営学のみならず学際的、国際的な研究・教育を行う。世界各国のビジネス、政治、社会・公共のコネクションを確立することを教育の目的のひとつとする。経営学全般のほか、社会的企業、インパクトファイナンス、アントレプレナーシップ、会計等の科目に強い。社会起業家の経験者は毎年10%程度おり、同分野でネットワークを築きたい学生にとっては類を見ない世界トップのビジネススクールと言える。

## プログラム
MBAプログラムは、毎年10月1日から9月30日までの1年間である。年間スケジュールはオックスフォード大学特有の単位：“8 weeks, 3 terms”に基づき、各8週間で構成された3期間、さらに夏期期間、キャップストーンを加えた5タームでの構成となっている。経営学の一般科目であるマーケティング、経営戦略論、ファイナンス、会計学、経済学に加え、Global Opportunities and Threats: Oxford (GOTO)、Global rules of the games, Impact investing, Strategic Consulting Projectなど企業や発展途上国のNGO・NPOと提携した実践的な事業計画立案プロジェクトが特徴となっている。
約95%が英国外からの留学生であり、70ヵ国前後から構成される多様性を重視したインターナショナルなクラス構成となっている他、オックスフォード大学・ケンブリッジ大学に特有なカレッジ制度を導入している。履修分野とは関係なくすべての学生が38のカレッジのいずれかに配属され、ビジネススクール以外の世界中から集まる学生と幅広く交流しネットワークを広げることができる。各カレッジがそれぞれの伝統を持ち、クライスト・チャーチカレッジはハリーポッターシリーズの撮影が行われたことで有名である。

## 入学者選考
選考過程は大変厳しく、出願者の過去の卓越した学業成績（GPA3.5/4.0以上）、言語・数学基礎能力、職務履歴、エッセイ、推薦状、国際経験、リーダーとしての素質等を考慮して出願者の合否を判断する。2021年卒業MBAクラスの平均勤務年数5年、男女比が1:1であった。非英語圏出身者のMBAプログラムへの出願には、TOEFL 110点（Listening 22以上; Reading 24以上; Writing 24以上; Speaking 25以上）、もしくはIELTS 7.5点（各パート7.0以上）が、英語能力証明のための最低得点として厳格に要求される。これは世界中のビジネススクールで最も高い水準となっている。GMATスコアは690点以上（DPhilの場合は715点以上）を推奨している。出願書類とオンラインアセスメント（ビデオ面接とライティング試験）による一次審査を通過すると、教授など大学関係者による個人面接が行われ、その結果および一次審査の評価を総合し合否を決定する。

## 卒業後
2019年卒業生（303名）の進路は、40%が国際産業（うち24%が科学技術産業）30%が金融、17%がコンサルティング、12%がインパクトであった。

## 評価
3つの世界主要MBA認証機関によって認められた世界で初めてのビジネススクール。
世界で入学競争率が最も高いMBAのひとつとされる（2007年度の合格率は11％）。
2025年
・Financial Times MBA Ranking 2025 26位
・QS Global Executive MBA Rankings 2024　世界第１位
・Times Higher Educationによる世界大学ランキング
2024年　第１位（８年連続）
・Times Higher Educationによる世界大学ランキング（ビジネス・経済学）
2020年　第３位 
・フィナンシャル・タイムズによるフルタイム・MBA世界ランキング
2019年　第13位 
・QS Global MBA Rankings
2019年　第12位 
・World Economic Forumによるビジネススクールランキング
2021年　第10位 [3]
・QS Business Masters Rankings
2021年　第１位 

## 主な卒業生
- 古川俊治 - 医師、弁護士、参議院議員
- 津村啓介 - 衆議院議員
- 南章行 - ココナラ 共同創業者
- 琴坂将広 - 慶應義塾大学総合政策学部准教授
- フィオナ・グラハム - 人類学者、芸者
- スズキ・トモ - 早稲田大学商学部教授 元総理大臣補佐官顧問 チャールズ皇太子サステナビリティ財団初代学術委員
- 藤岡資正 - 明治大学大学院グローバルビジネス研究科教授、チュラロンコン大学サシン経営大学院日本センター所長
- 五十嵐剛志 - 公認会計士